# Daniel Mbau
 (août 2021).
 Daniel Mbau Sukisa (né à Kinshasa le 11 mai 1987) est un homme politique de la République démocratique du Congo et député national élu de la circonscription de Mont-Amba dans la ville-province de Kinshasa.

## Biographie
Daniel Mbau Sukisa est né le 11 mai 1987 dans la ville province de Kinshasa.

## Carrière politique
Daniel Mbau est membre du Mouvement de libération du Congo (MLC), parti présidé par Jean-Pierre Bemba,. Il est membre de la commission politique, administrative et juridique de l'Assemblée nationale et en est le rapporteur.
En juillet 2021, il dépose à l'Assemblée une proposition de loi pour la modification du code de la famille avec entre autres la fixation du prix de la dot à 500 dollars américain en milieu urbain et à 200 dollars américain en milieu rural. Avant cette loi, le prix n'est pas fixé mais varie entre 2000 et 2500 dolars. La proposition traite aussi des questions de succession, du divorce et formalise les fiancailles,,,,.